# Tantō

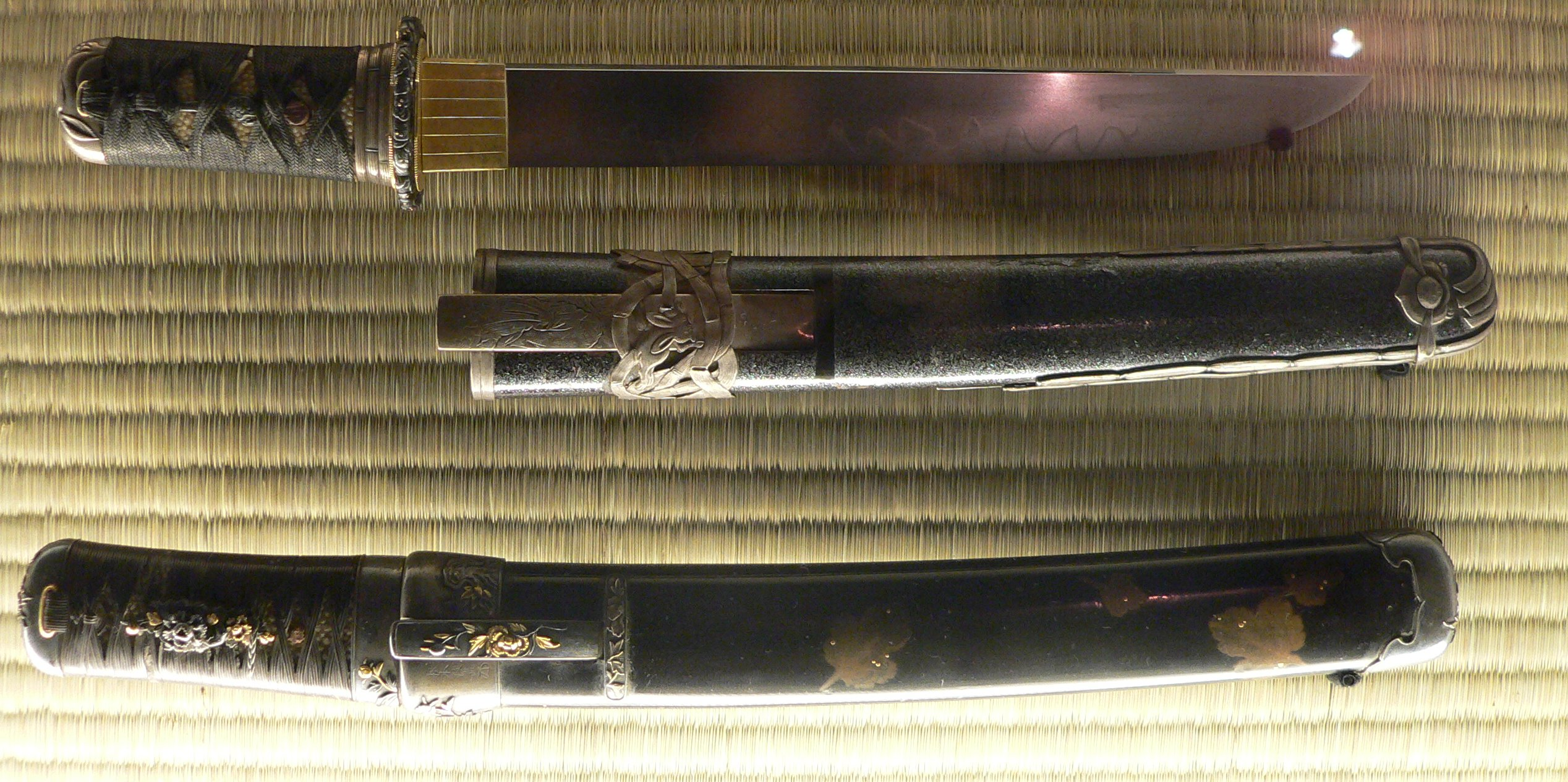
Två tantō

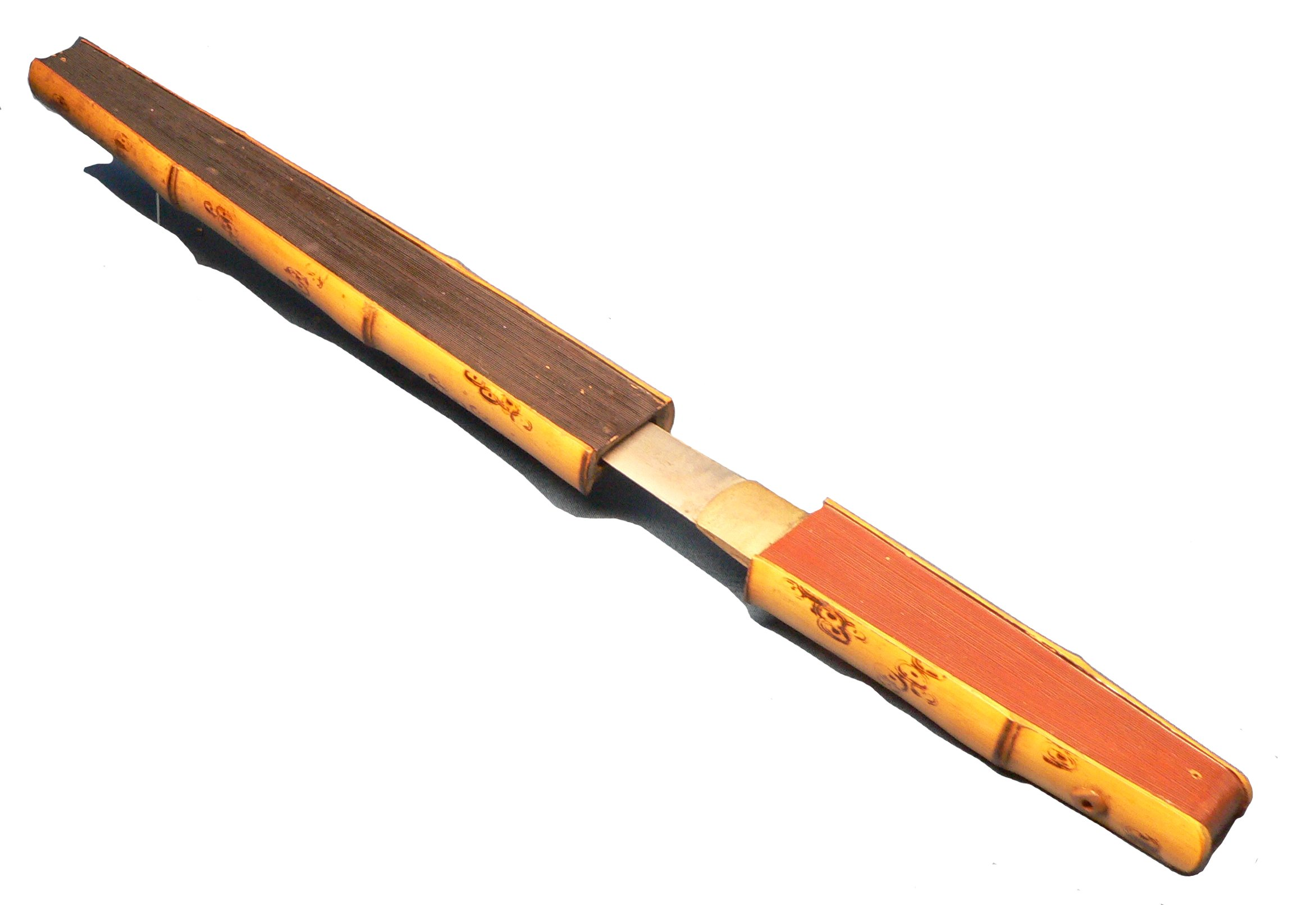
Tantōblad dolt i en solfjäders-montering

Tantō (短刀) 'kortsvärd', är en sorts japansk dolk. Den kan vara en del av ett daishō-par och ersätta wakizashin.
En tantō var den kvinnliga samurajens huvudvapen och ninjas favoritvapen. Det var även ett populärt vapen bland yakuza. En typ används i viss budō vid träning, oftast i form av en träattrapp. Sådan tantōjutsu praktiseras inom aikidō, Bujinkan, Jūdō, Jū-jūtsū och karate.

## Tantōtyper

### Tsuba-tsuki (med parerplåt)
Dessa tantōformer är försedda med en ganska liten oval parerplåt, runt 6 cm lång på höjden. De bars i krigstid alternativt ihop med det katanalika långsvärdet tachi, oftast på den vänstra höften och användes i närstrid.

#### Hamidashi
Hamidashin sattes därvid in i första hand som "hjälmbrytare". Klingans längd är cirka 30 cm.

#### Yoroi-dōshi
Yoroidōshin har en något längre och kraftigare klinga än hamidashin. En yoroi-dōshi, ordagrant "rustningspenetrerare", kom med sin relativt längre klinga till användning för stick genom motståndarens rustnigslameller och till att skära sönder fallna fienders rustningar (för halshuggning).

### Aikuchi utan parerplåt
Som  Aikuchi (合口) betecknas en tantō-variant som monteras utan tsuba, parerplåt. Kaveln ansluter nästan sömlöst mot Saya (knivskida).

#### Kaiken
Kaiken är en kniv med en klinglängd av cirka 8 – 16 cm. I första hand var det tänkt för kvinnor som självförsvar och till rituellt självmord (som skydd mot skändning och vanära), men brukades också tidvis av munkar. Kaiken kunde bäras dold under dräkten. Det fanns både varianter med böjd, eneggad klinga som dolkformade, dubbelsidigt verkande kaiken. 

#### Kotsuka
Även den lilla universalkniven kotsuka,  som för det mesta är fäst vid sidan av Katana eller större tantō räknas själv som en tantō.

#### Kubikaki-Katana
Vid så kallade kubikaki-katana (även kallade kubikiri eller kubitori) befinner sig eggen på insidan av den böjda klingan. Dessa knivar används uteslutande för dekapitering; den besegrade motståndarens avhuggna huvud presenteras senare vid krigsslutet för daimyō, krigsherren eller samuraien.

#### Ken-Tantō
Det förekommer även tantō i ken-zukuri. Ken är visserligen också ett begrepp för svärd, men avser i detta fall endast klingans form, nämligen den tvåeggade typen. Dessa tillverkas på liknande sätt som tantō. 

#### Yari-Tantō
En yari-tantō tillverkas i efterhand av en spjutspets från ett avlagt yari. Den är likaså tvåeggad och har en tydligt kantig och geometrisk utformning. Eftersom yarin har ett mycket långt fästhål, nakago och den monteras på kaveln, så måste dessa avsågas. Därvid kan också mei, smedens signatur, gå förlorad. Egentligen lämpade sig förr bara yari med ringa klinglängd.

## Tantōklingan
När det gäller västliga fick- och kampknivar menar man med "tantoklinga" en klingform, som är helt rak och där klingan inte övergår i en rundning vid spetsen utan bildar vinkel med klingan. Denna populära utformning överensstämmer förvisso inte med den traditionella japanska klingformen. I övrigt går för de längre tantō själva tillverkningen till på samma sätt som beskrivs om katana.